# Kim Van Oeteren
Kim Van Oeteren (Antwerpen, 2 april 1974) is een Vlaams televisieregisseur en creative director voornamelijk voor Vlaamse soapreeksen.
Voordat hij als regisseur startte was Van Oeteren productiemedewerker voor verschillende televisieprojecten. In die hoedanigheid werkte hij onder meer mee aan Hertenkamp (VPRO), Wittekerke, De Jacques Vermeire show, Oekanda en enkele langspeelfilms zoals Innocence (Paul Cox) en Mariken (André Van Duren). Als regisseur heeft hij verscheidene fictie-reeksen gerealiseerd, gaande van telenovelle tot dramareeks. Van 2011 tot 2014 werkte hij als creative director voor de productie Thuis (VRT). Tot op heden vult hij de functie als creative director in voor de productie Familie (VTM).

## Creative Director & Regie
- Crème de la Crème (2013)[1]
- Skilz (2011)[2]
- Ella (2010-2011)
- Goesting (2010)
- Thuis (2010-2014 / als Creative Director)
- Kinderen van Dewindt (2005-2008)
- Ons Sterrenkookboek (2007-2008)
- Emma (2007)
- Familie (2014-heden / als Creative Director en regisseur)